# (1927) Suvanto
(1927) Suvanto (1936 FP) – planetoida z pasa głównego asteroid okrążająca Słońce w ciągu 4,32 lat w średniej odległości 2,65 j.a. Odkryta 18 marca 1936 roku.